# Klossia montana
Klossia montana är en måreväxtart som beskrevs av Henry Nicholas Ridley. Klossia montana ingår i släktet Klossia och familjen måreväxter. Inga underarter finns listade i Catalogue of Life.